# Joan Abelló

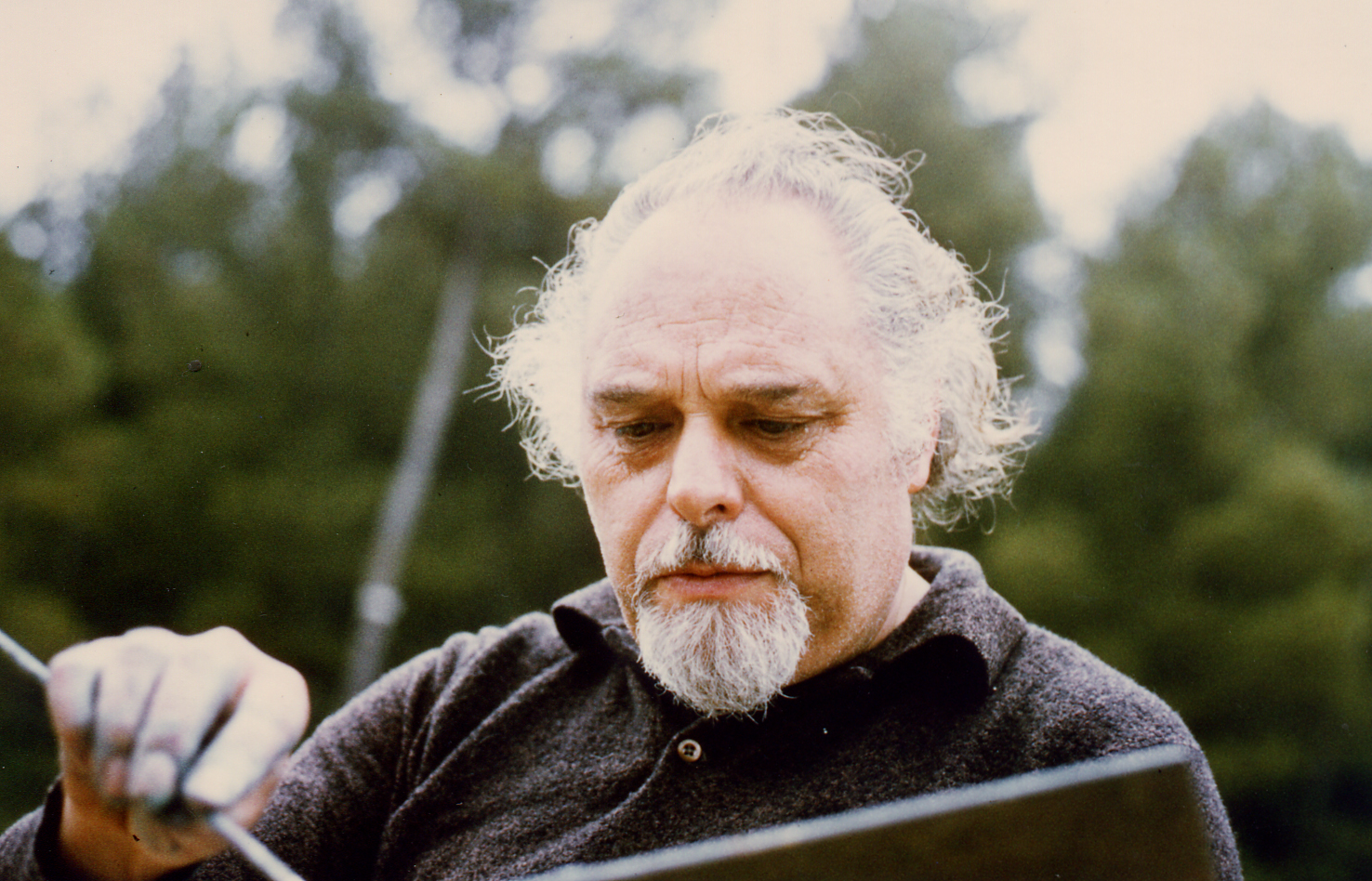
Joan Abelló i Prat.

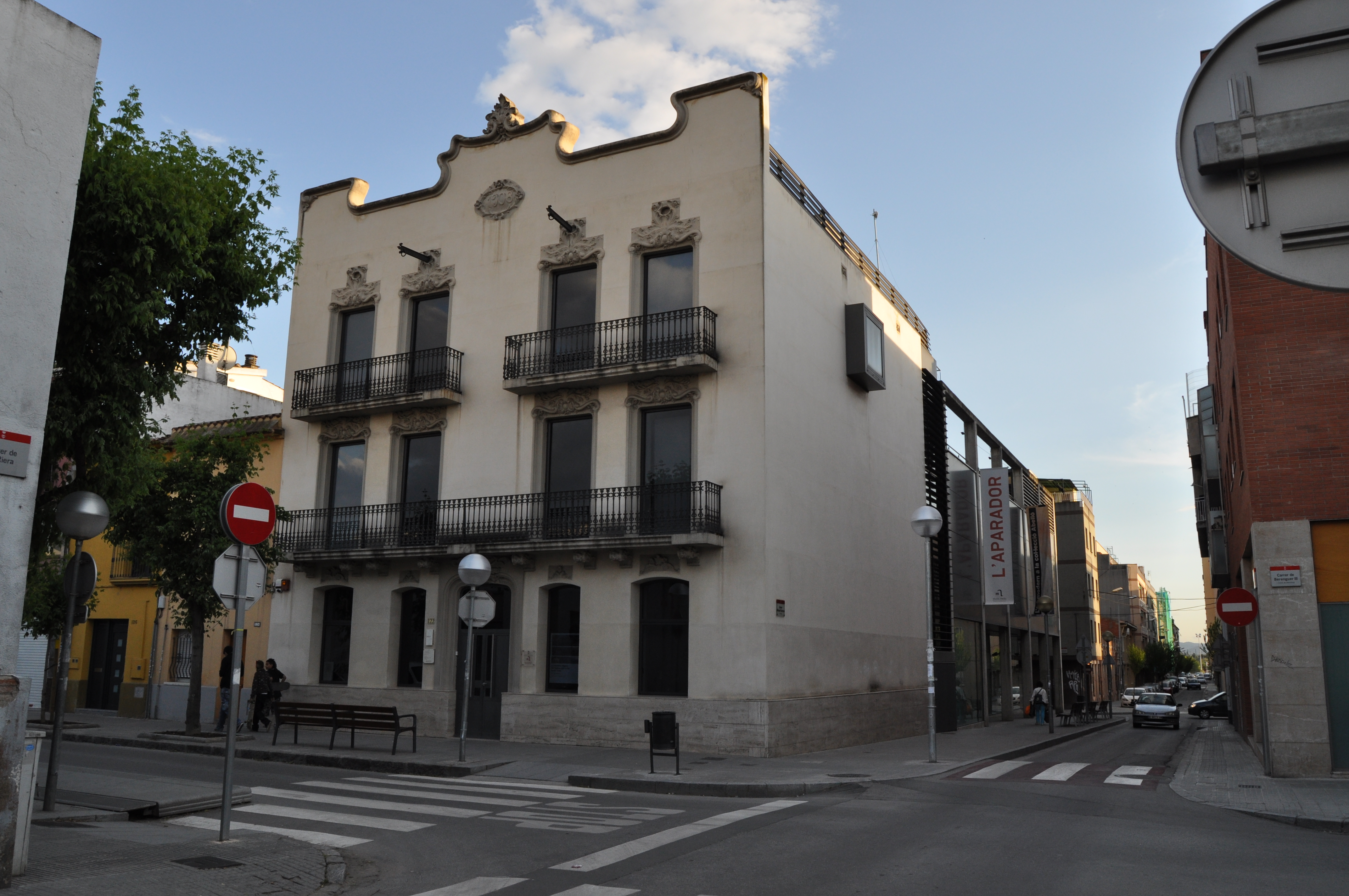
Museu Abelló - Mollet del Vallès (Catalunha - Espanha).

Joan Abelló i Prat (Mollet del Vallès, 26 de dezembro de 1922 — Barcelona, 25 de dezembro de 2008) foi um pintor e gravador catalão.